# Girsu
Girsu was een belangrijke stad in het oude Sumer. Al wat tegenwoordig rest van de stad is de heuvel van Tello. De stad lag aan een tak van de Purattu zo'n 25 km boven Lagash (al-Hiba).
De stad werd al vroeg aan opgraving onderworpen. De Franse viceconsul in Basra Ernest de Sarzec zond al vanaf 1877 prachtige vondsten naar het Louvre, die de beschaving van Sumer aantoonden. Bij die opgravingen werd echter veel vernield en werd de aarde verstoord. 
Later werden er door Franse expedities opgravingen verricht van 1903-'09, 1929-'31 en onder A. Parrot in 1931-'33. Er is daarna flink geplunderd. Er wordt aangenomen dat er zo'n 35.000 tot 45.000 kleitabletten uit Girsu op de zwarte markt verschenen zijn, tegen de ongeveer 4.000 die de Fransen verzameld hebben.
Gudea van Lagash liet er veel bouwen, onder andere een tempel voor Ningirsu, de stadsgod. De inschriften op de tempel verhalen van de aanvoer van cederhout voor de bouw van de tempel en van edelstenen uit het verre Magan en Meluhha. Girsu was de noordelijkste stad van het Zee-Land en lag op de grens van de halfwoestijn en de moerassen van het zuiden. De stad was enige tijd de hoofdstad van de staat Lagash, maar meestentijds was Girsu onderhorig aan de stad Lagash. De godin Bau, die de schutsvrouwe van Lagash was werd beschouwd als de echtgenote van Ningirsu.
Lugalzagezi van Umma wist de stad te veroveren en daarmee twee eeuwen vernedering van zijn eigen stad Umma te wreken.